# Laiyi (Pingtung)
Laiyi (chinesisch 來義鄉, Pinyin Láiyì Xiāng, W.-G. Lai2-i4 Hsiang1, Paiwan: Kasugagu) ist eine Landgemeinde im Landkreis Pingtung auf Taiwan (Republik China).

## Lage
Laiyi liegt im südlichen Abschnitt des Taiwanischen Zentralgebirges. Die durchschnittliche Höhe über dem Meeresspiegel beträgt etwa 500 Meter. Der Jahresniederschlag ist niedriger als der der allgemeinen Bergregionen und der Regen ist in den Monaten Juni bis Oktober konzentriert. Die restliche Jahreszeit ist verhältnismäßig trocken, insbesondere die Monate Januar bis Mai. Die Nachbargemeinden sind Jinfeng und Daren (beide im benachbarten Landkreis Taitung) im Osten, Chunri im Süden, Taiwu im Norden und Wanluan, Xingpi sowie Fangliao im Westen.

## Geschichte
Es gibt keine schriftlichen Quellen zur älteren Geschichte Laiyis. Wie die umliegenden Berggemeinden ist die Gemeinde seit Jahrhunderten vom indigenen austronesischen Volk der Paiwan besiedelt. Die Paiwan gerieten erst zur Zeit der japanischen Herrschaft über Taiwan unter zivilisatorischen Kultureinfluss. Nach der Übertragung Taiwans an die Republik China nach dem Zweiten Weltkrieg wurde 1950 der Landkreis Pingtung eingerichtet und Laiyi wurde zu einer Landgemeinde. Im Jahr 2014 erhielt die Gemeinde einen speziellen Status als „Berglandgemeinde der Ureinwohner“. Hier sollen die Sprache und Kultur der Paiwan eine besondere staatliche Förderung erfahren.

## Bevölkerung
Nach der offiziellen Statistik gehörten Ende 2017 7256 Personen (etwa 98 %) den indigenen Völkern an. Ganz überwiegend handelte es sich um Paiwan. Laiyi war damit die taiwanische Gemeinde mit der höchsten Absolutzahl von Angehörigen dieser Ethnie.

## Verwaltungsgliederung
| Tjalja’avus 來義村 Tjana’asiya 義林村 Calasiv 丹林村 Kuljaljau 古樓村 Pucunug 文樂村 Vungalid 望嘉村 Payljus 南和村 |

Layi ist in 7 Dörfer unterteilt (Namen in der Paiwan-Sprache, in chinesischer Schrift und Transkription).
- Tjalja’avus (來義村, Laiyi)
- Tjana’asiya (義林村, Yilin)
- Calasiv (丹林村, Danlin)
- Kuljaljau (古樓村, Gulou)
- Pucunug (文樂村, Wenle)
- Vungalid (望嘉村, Wangkia)
- Payljus (南和村, Nanhe)

## Verkehr
In Laiyi selbst gibt es keine größeren, überregionalen Straßen (Kreisstraßen, Provinzstraßen), lediglich zu großen Teilen unbefestigte Gemeindewege.

## Landwirtschaftliche Produkte

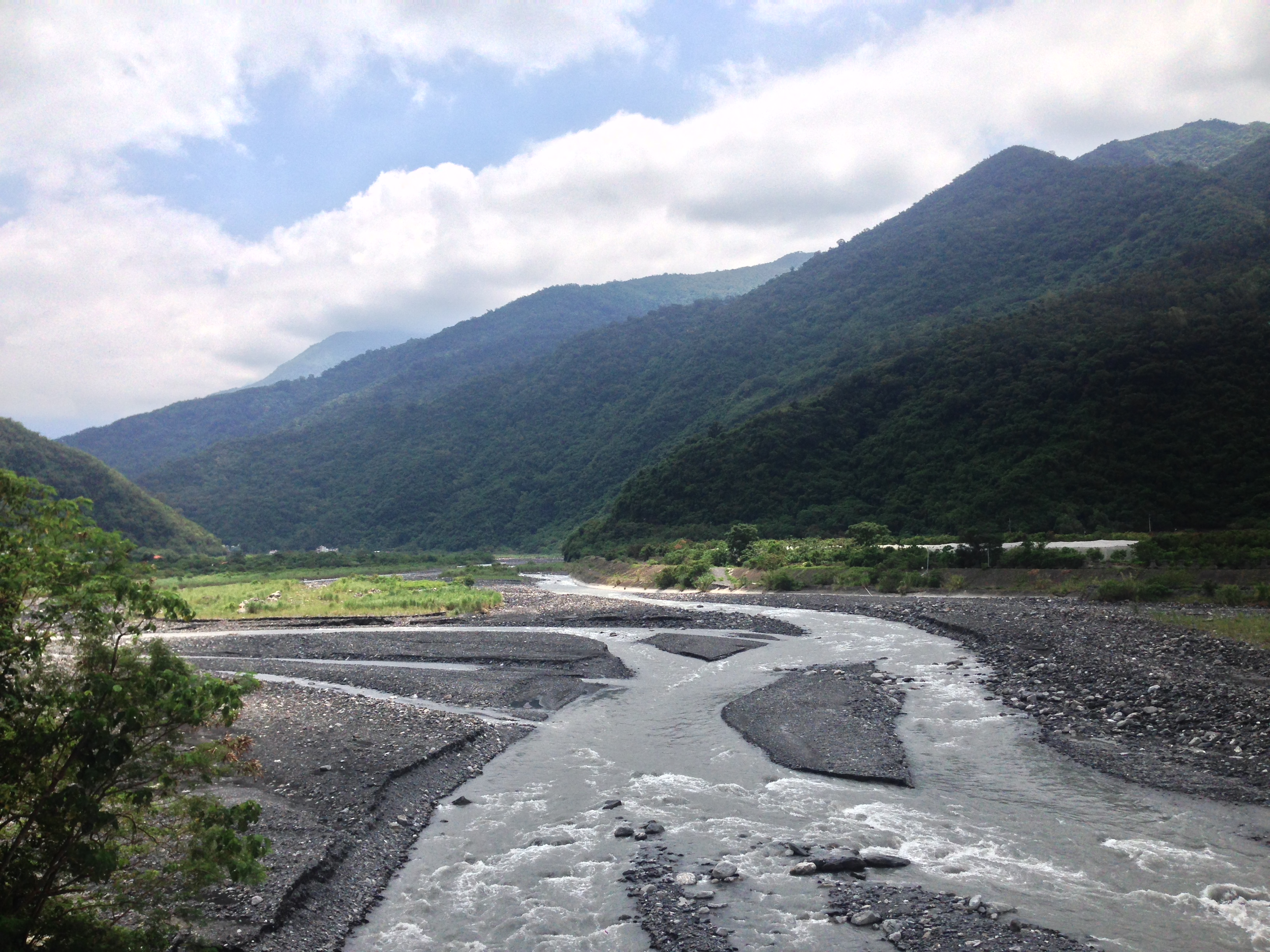
Fluss Linbian (林邊溪) in Laiyi

Zu den in Laiyi angebauten landwirtschaftlichen Produkten zählen Taro, Süßkartoffel, Kolbenhirse, Erdnuss, Mango.

## Besonderheiten
In Laiyi befindet sich das Erfeng („Zwei Gipfel“)-Bewässerungssystem (二峰), das schon im Jahr 1923, zur Zeit der japanischen Herrschaft durch den japanischen Ingenieur Torii Nobuhei konzipiert und realisiert worden war. Es war ursprünglich für die Bewässerung der Zuckerrohrplantagen der Taiwan Sugar Company gedacht. Im Jahr 2008 wurde es zum kulturellen Erbe Taiwans erklärt und steht seitdem quasi unter Denkmalschutz.
In der alten verlassenen Siedlung Wanjia (望嘉舊社) sind die Überreste eines mehrere Jahrhunderte alten „Schädelaltars“ zu besichtigen – ein Relikt aus der Zeit, als die Paiwan noch die Kopfjagd praktizierten ().